# 病原相关分子模式
病原相关分子模式（Pathogen-associated molecular patterns, PAMP）是与病原体相关的小分子序列。它们可被類鐸受體和其它模式识别受体（pattern recognition receptors, PRR）识别。细菌内毒素脂多糖（LPS）被认为是原型的病原相关分子模式。 其他的病原相关分子模式包括细菌鞭毛，革兰氏阳性菌脂磷壁酸（LTA），肽聚糖和病毒的核酸如双链RNA或非甲基化的CpG特征序列 。尽管病原相关分子模式的概念比较新，但病原体的分子必须被多细胞生物上的受体识别的概念已经有几十年了。在一些旧的文献中可以见到“内毒素受体”。另外，病原相关分子模式的概念已经批评，因为大多数的微生物，不仅是病原体呈現这些分子。

## 参看
- 類鐸受體
- 固有免疫应答